# Arzignano
Arzignano est une ville italienne d'environ 26 000 habitants, située dans la province de Vicence dans la région de la Vénétie.

## Administration
| Période                                  | Période | Identité | Étiquette | Qualité |
| ---------------------------------------- | ------- | -------- | --------- | ------- |
|                                          |         |          |           |         |
| Les données manquantes sont à compléter. |         |          |           |         |

## Personnages
- Bepi De Marzi, musicien

### Hameaux
Costo, Pugnello, Restena, San Bortolo, San Zenone, Tezze, Castello

### Communes limitrophes
Chiampo, Montecchio Maggiore, Montorso Vicentino, Nogarole Vicentino, Roncà, Trissino